# Epitácio Pessoa
Epitácio Lindolfo da Silva Pessoa (23. maj 1865 i Umbuzeiro i Paraíba - 13. februar 1942 i Petrópolis) var en brasiliansk jurist og politiker, Brasiliens tolvte præsident i årene mellem 1919–1922.